# Daphoenus
Il dafeno (gen. Daphoenus) è un mammifero carnivoro estinto, appartenente agli anficionidi. Visse tra l'Eocene superiore e il Miocene inferiore (circa 38 - 21 milioni di anni fa) e i suoi resti fossili sono stati ritrovati in Nordamerica. 

## Descrizione

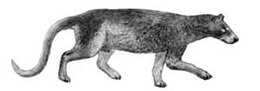
Ricostruzione di Daphoenus vetus

Questo animale era vagamente simile a un coyote, soprattutto per quanto riguarda le dimensioni. Il corpo, tuttavia, era più allungato e le zampe erano più corte. 
Come per tutti gli anficionidi, Daphoenus possedeva piedi plantigradi, cioè camminava appoggiando al terreno i metatarsi. Le specie più tarde però hanno sviluppato una forma di metatarso più allineata alle zampe in modo da costituirne una loro estensione. I crani del Daphoenus presentano una cresta sagittale fortemente sviluppata: la cresta corre lungo la parte posteriore del cranio per il fissaggio di chiusura dei muscoli della mascella, ciò porta a pensare che l'animale avesse muscoli particolarmente sviluppati e un morso molto potente. La dentatura di Daphoenus ricordava quella degli odierni canidi, ma alcune caratteristiche dei molari richiamavano gli ursidi.
Alcune specie (come Daphoenus vetus) possedevano artigli molto ricurvi, che suggeriscono uno stile di vita almeno parzialmente arboricolo. Le dimensioni di Daphoenus erano abbastanza varie: la specie Daphoenus hartshornianus doveva pesare circa 10 - 11 chilogrammi, mentre la contemporanea D. vetus arrivava a 25 chilogrammi.
Alcuni esemplari di D. vetus mostrano una strana morfologia degli omeri: la parte distale di queste ossa ha lungo il margine interno un insolito rigonfiamento, che in alcuni casi raggiunge dimensioni davvero notevoli; sembra che in questa specie l'accrescimento fosse presente nei soli maschi e che si sviluppasse via via con l'avanzare dell'età. Non è chiaro quale fosse la funzione di questo ispessimento, che anzi sembrerebbe quasi pregiudicare il corretto movimento delle zampe dell'animale.

## Classificazione
Daphoenus venne descritto per la prima volta da Joseph Leidy nel 1853 e venne attribuito inizialmente alla famiglia dei canidi. Successive analisi mostrarono che questo animale era un rappresentante di piccola statura e piuttosto primitivo della famiglia degli anficionidi, un gruppo di mammiferi carnivori molto diffusi in Europa, dalle caratteristiche intermedie tra quelle di cani e quelle degli orsi, ma probabilmente più basali di entrambi. 

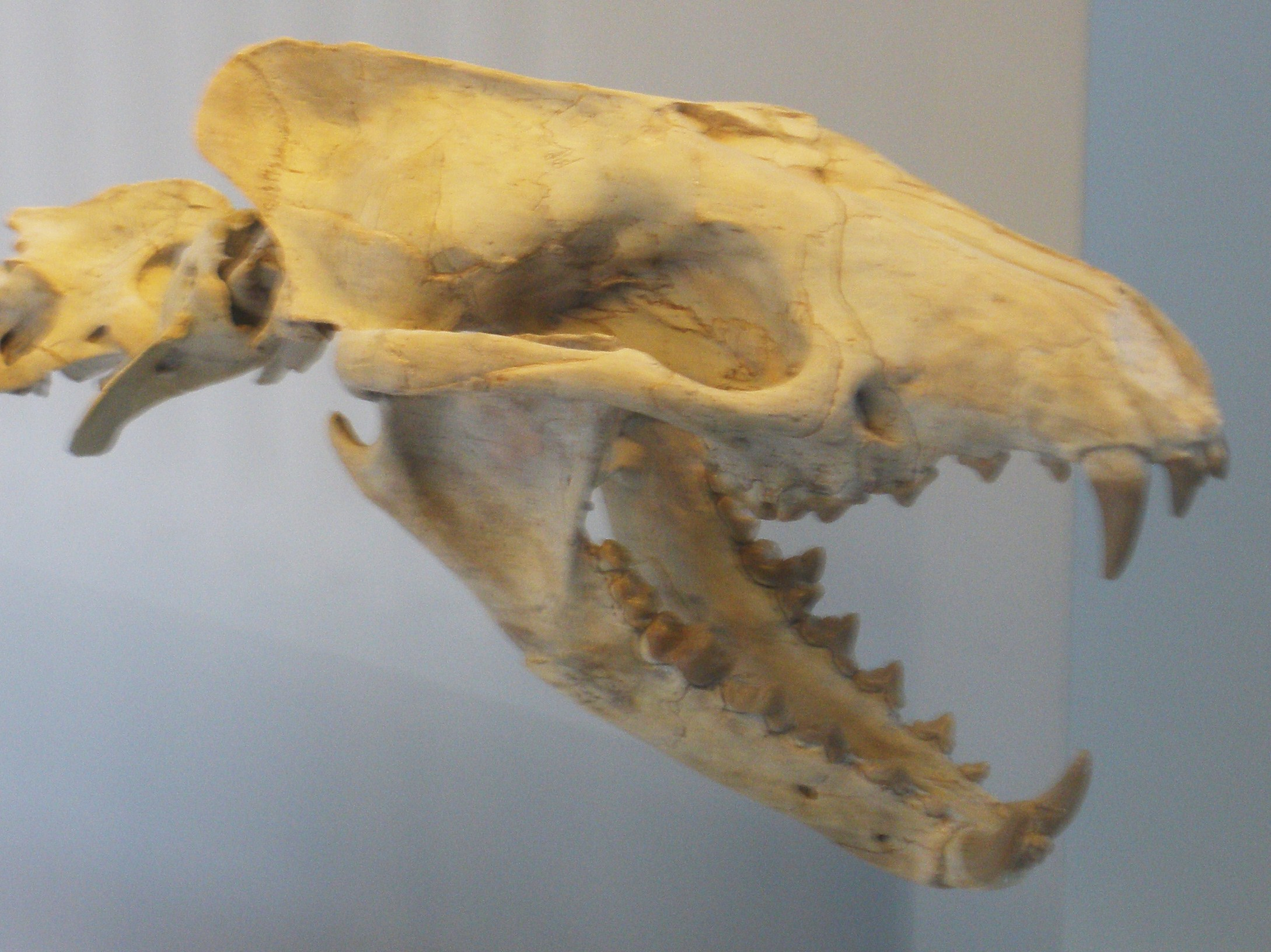
Cranio di Daphoenus vetus

Daphoenus fa parte della sottofamiglia dei dafenini (Daphoeninae), che include anficionidi dalle forme relativamente snelle e solitamente di piccole dimensioni, evolutisi tra l'Eocene e il Miocene in Nordamerica. Tra gli altri dafenini, da ricordare il minuscolo Paradaphoenus e il più grande Daphoenodon, che alcuni studi riconoscono come un anficione ben più derivato. Altri esponenti di questa sottofamiglia sono Adilophontes e Temnocyon con numerose specie.
Daphoenus è noto per varie specie, la più antica delle quali è D. lambei, ritrovata in terreni dell'Eocene superiore in Saskatchewan, Texas e Wyoming. Successivamente i membri di questo genere si differenziarono ulteriormente, e nel corso dell'Oligocene diedero origine a varie specie, tra le quali la ben nota D. vetus e la più piccola D. hartshornianus, che si diffusero in numerose zone del Nordamerica. Sempre dell'Oligocene è D. ruber della California. Nel Miocene inferiore è noto D. socialis, rinvenuto in Oregon, insieme ad alcuni resti fossili del più grande Daphoenodon.

## Paleoecologia
I membri del genere Daphoenus erano carnivori di taglia medio - piccola, dal corpo allungato e dalle zampe relativamente corte; per queste caratteristiche è improbabile che fossero attivi cacciatori che inseguivano le prede, ed è possibile invece che cacciassero tendendo agguati a piccoli mammiferi e rettili. Alcune caratteristiche delle zampe (come gli artigli ricurvi) fanno supporre che alcune specie fossero almeno parzialmente arboricole.